# Sadie Maubet Bjornsen
Sadie Maubet Bjornsen  (* 21. November 1989 in Omak) ist eine ehemalige US-amerikanische Skilangläuferin.

## Werdegang
Bis 2011 nahm Bjornsen vorwiegend am Nor-Am Cup und der US Super Tour teil. Ihr erstes Weltcuprennen lief sie Februar 2011 in Drammen, welches sie mit dem 51. Platz über 10 km klassisch beendete. Ihre besten Platzierungen  bei den nordischen Skiweltmeisterschaften 2011 in Oslo waren der 24. Platz im Sprint und der neunte Platz im Teamsprint. Bei den US-amerikanischen Skilanglaufmeisterschaften 2011 in Rumford gewann sie Gold über 10 km klassisch und Bronze im Sprint. Im Dezember 2011 schaffte sie im Weltcup zusammen mit Kikkan Randall den zweiten Platz im Teamsprint. Bei den US-amerikanischen Skilanglaufmeisterschaften 2013 in Midway holte sie zweimal Gold und zweimal Silber. Ihre besten Resultate bei den nordischen Skiweltmeisterschaften 2013 im Val di Fiemme waren der 32. Platz im Sprint und der vierte Platz mit der Staffel. Im Dezember 2013 erreichte sie den siebten Platz über 10 km klassisch und damit ihr bis dahin bestes Einzelergebnis im Weltcup. Ihre besten Platzierungen bei den Olympischen Winterspielen 2014 in Sotschi waren der 18. Rang über 10 km klassisch und der neunte Platz mit der Staffel. Bei den US-amerikanischen Skilanglaufmeisterschaften 2014 in Kincaid Park gewann sie Gold im 30-km-Massenstartrennen. Ihre besten Resultate bei den nordischen Skiweltmeisterschaften 2015 in Falun waren der 19. Platz im Sprint und der vierte Rang mit der Staffel. Nach Platz 14 bei der Nordic Opening in Ruka zu Beginn der Saison 2015/16, wurde sie in Lillehammer Dritte mit der Staffel. Die Tour de Ski 2016 beendete sie auf dem 14. Platz. Dabei war der siebte Rang bei der Sprintetappe in der Lenzerheide ihre beste Platzierung. Beim folgenden Weltcup in Nové Město errang sie den zweiten Platz mit der Staffel. Zu Saisonende kam sie bei der Ski Tour Canada auf den 11. Platz und erreichte im Gesamt, Sprint und Distanzweltcup jeweils den 14. Platz. Zu Beginn der Saison 2016/17 belegte sie den 11. Platz bei der Weltcup-Minitour in Lillehammer. Bei der Tour de Ski 2016/17, die sie vorzeitig beendete, errang sie in Toblach den dritten Platz über 5 km Freistil. Bei den nordischen Skiweltmeisterschaften 2017 in Lahti holte sie die Bronzemedaille zusammen mit Jessica Diggins im Teamsprint. Zudem belegte sie den 23. Platz über 10 km klassisch und den vierten Rang mit der Staffel. Zum Saisonende wurde sie beim Weltcup-Finale in Québec Zehnte in der Gesamtwertung und erreichte den 23. Platz im Sprintweltcup, den 17. Rang im Distanzweltcup und den 16. Platz im Gesamtweltcup.
Nach Platz zwei bei der Sprintetappe beim Ruka Triple, das sie auf dem zehnten Platz beendete, zu Beginn der Saison 2017/18, wurde sie in Lillehammer Dritte im Sprint. Bei der Tour de Ski 2017/18 errang sie mit vier Top-Zehn-Platzierungen, darunter Platz drei über 10 km klassisch in der Lenzerheide, den neunten Gesamtrang. Ihre besten Platzierungen bei den Olympischen Winterspielen 2018 in Pyeongchang waren der 14. Platz im Sprint und der fünfte Rang mit der Staffel. Beim Weltcupfinale in Falun belegte sie den dritten Platz und erreichte abschließend den zehnten Platz im Distanzweltcup, den achten Rang im Sprintweltcup und den sechsten Platz im Gesamtweltcup. Zu Beginn der Saison 2018/19 kam sie beim Lillehammer Triple, das sie auf dem zehnten Platz beendete, auf den dritten Platz im Sprint. Im weiteren Saisonverlauf erreichte sie bei Weltcupsprints vier Top-Zehn-Platzierungen und beim Weltcupfinale in Québec den 11. Platz. Ihre besten Ergebnisse bei den nordischen Skiweltmeisterschaften 2019 in Seefeld in Tirol waren der 15. Platz im 30-km-Massenstartrennen und jeweils der fünfte Rang mit der Staffel und im Teamsprint. Die Saison beendete sie auf dem 14. Platz im Gesamtweltcup, auf dem 13. Rang im Distanzweltcup und auf dem achten Platz im Sprintweltcup. Anfang April 2019 wurde sie in Presque Isle US-amerikanischer Meisterin im Massenstartrennen über 30 km Freistil. Nach Platz drei im Sprint beim Ruka Triple, das sie auf dem vierten Platz beendete, wurde sie in Lillehammer Zweite mit der Staffel. Bei der Tour de Ski 2019/20 errang sie den siebten Platz und bei der Skitour den zehnten Platz und erreichte abschließend den 13. Platz im Distanzweltcup, den zehnten Rang im Sprintweltcup und den achten Platz im Gesamtweltcup. In der Saison 2020/21 nahm sie nur an drei Weltcupeinzelrennen teil. Ihre beste Platzierung dabei war der zehnte Platz über 10 km Freistil in Falun. Bei den nordischen Skiweltmeisterschaften 2021 in Oberstdorf wurde sie Elfte über 10 km Freistil, Fünfte zusammen mit Rosie Brennan im Teamsprint und Vierte mit der Staffel. Nachdem 30-km-Massenstartrennen, welches sie auf dem 15. Platz beendete, beendete sie ihre Karriere.

## Teilnahmen an Weltmeisterschaften und Olympischen Winterspielen

### Olympische Spiele
- 2014 Sotschi: 8. Platz Staffel, 16. Platz 10 km klassisch, 30. Platz 15 km Skiathlon
- 2018 Pyeongchang: 5. Platz Staffel, 14. Platz Sprint klassisch, 15. Platz 10 km Freistil, 17. Platz 30 km klassisch Massenstart

### Nordische Skiweltmeisterschaften
- 2011 Oslo: 9. Platz Teamsprint klassisch, 24. Platz Sprint Freistil, 29. Platz 10 km klassisch
- 2013 Val di Fiemme: 4. Platz Staffel, 32. Platz Sprint klassisch, 37. Platz 15 km Skiathlon
- 2015 Falun: 4. Platz Staffel, 19. Platz Sprint klassisch, 20. Platz 30 km klassisch Massenstart, 20. Platz 15 km Skiathlon
- 2017 Lahti: 3. Platz Teamsprint klassisch, 4. Platz Staffel, 23. Platz 10 km klassisch
- 2019 Seefeld in Tirol: 5. Platz Teamsprint klassisch, 5. Platz Staffel, 15. Platz 30 km Freistil Massenstart, 18. Platz Sprint Freistil, 23. Platz 10 km klassisch
- 2021 Oberstdorf: 4. Platz Staffel, 5. Platz Teamsprint Freistil, 11. Platz 10 km Freistil, 15. Platz 30 km klassisch Massenstart

## Platzierungen im Weltcup

### Weltcup-Statistik
Die Tabelle zeigt die erreichten Platzierungen im Einzelnen.
- 1.–3. Platz: Anzahl der Podiumsplatzierungen
- Top 10: Anzahl der Platzierungen unter den ersten zehn
- Punkteränge: Anzahl der Platzierungen innerhalb der Punkteränge
- Starts: Anzahl gelaufener Rennen in der jeweiligen Disziplin
- Hinweis: Bei den Distanzrennen erfolgt die Einordnung gemäß FIS.

| Platzierung         | Distanzrennen a | Distanzrennen a | Distanzrennen a | Distanzrennen a | Distanzrennen a | Skiathlon Verfolgung | Sprint | Etappen- rennen b | Gesamt | Team   | Team    |
| Platzierung         | ≤ 5 km          | ≤ 10 km         | ≤ 15 km         | ≤ 30 km         | > 30 km         | Skiathlon Verfolgung | Sprint | Etappen- rennen b | Gesamt | Sprint | Staffel |
| ------------------- | --------------- | --------------- | --------------- | --------------- | --------------- | -------------------- | ------ | ----------------- | ------ | ------ | ------- |
| 1. Platz            |                 |                 |                 |                 |                 |                      |        |                   |        |        |         |
| 2. Platz            |                 |                 |                 |                 |                 |                      | 1      |                   | 1      | 1      | 2       |
| 3. Platz            | 1               | 1               |                 |                 |                 |                      | 3      | 1                 | 6      |        | 2       |
| Top 10              | 5               | 14              |                 |                 |                 | 8                    | 18     | 8                 | 53     | 5      | 7       |
| Punkteränge         | 9               | 46              | 4               | 4               | 1               | 32                   | 55     | 16                | 167    | 8      | 7       |
| Starts              | 11              | 50              | 5               | 6               | 1               | 36                   | 79     | 17                | 205    | 8      | 7       |
| Stand: Karriereende |                 |                 |                 |                 |                 |                      |        |                   |        |        |         |

### Weltcup-Gesamtplatzierungen
| Saison  | Gesamt | Gesamt | Distanz | Distanz | Sprint | Sprint |
| Saison  | Punkte | Platz  | Punkte  | Platz   | Punkte | Platz  |
| ------- | ------ | ------ | ------- | ------- | ------ | ------ |
| 2011/12 | 4      | 98.    | -       | -       | 4      | 69.    |
| 2012/13 | 82     | 54.    | 29      | 56.     | 53     | 37.    |
| 2013/14 | 201    | 32.    | 110     | 26.     | 45     | 43.    |
| 2014/15 | 283    | 23.    | 169     | 19.     | 88     | 24.    |
| 2015/16 | 735    | 14.    | 338     | 14.     | 193    | 14.    |
| 2016/17 | 465    | 16.    | 260     | 17.     | 105    | 23.    |
| 2017/18 | 956    | 6.     | 422     | 10.     | 246    | 8.     |
| 2018/19 | 585    | 14.    | 222     | 13.     | 263    | 8.     |
| 2019/20 | 855    | 8.     | 314     | 13.     | 219    | 10.    |
| 2020/21 | 70     | 54.    | 42      | 40.     | 28     | 40.    |